# Ћелије (језеро)
Ћелије су вештачко језеро у Србији.

## Формирање акумулације
Акумулација Ћелије пројектована је 1965. као многонаменска, као део система за заштиту језера Ђердап од наноса ерозионог порекла и као извориште за водоснабдевање крушевачког и околних региона међу осталим функцијама. Током изградње бране, акумулација Ћелије 1977. године проглашена је извориштем првог ранга за међурегионално и регионално водоснабдевање. Река Расина је на месту широке Златарске долине, Златарске клисуре и Ћелијске котлине, 1979. године, преграђена браном висине 55 метара чиме је започето формирање Пуњење акумулације је окончано 1980. године. На месту где ја данас језеро постојало је село Златари, које је због преграђивања реке Расине делимично пресељено а делимично потопљено. Исти случај био је и са језером Ћелије по којем је језеро добило назив и чији заселак Васићи лежи на обали данашње акумулације.
Пројектовано засипање акумулације је 50 година, замуљивање акумулације се очекује 2021. године, а потпуно засипање 2029. године. ЈКП Водовод Крушевац, које се снабдева водом из језера Ћелије, својим активностима покушава да продужи век акумулације до 2050. године.

## Морфолошке и хидролошке одлике
Површина језера на коти нормалног успора од 277 m н.в. износи 2,85 km², док површина слива износи oko 600 km². На коти нормалног успора Дужина обале је 21,7 km, а коефицијент разуђености (K) износи 4,3, што указује на врло разуђену обалу. Средњи годишњи протицај Расине кроз језеро био је током пројектовања око 6 m³ у секунди, а сада је због глобалног прегревања око 4,5 m³ у секунди. У језерском басену на коти нормалног успора акумулирао се око 41 милиона m³ воде, сада после 40 година постојања, око 38 милиона m³. Просечна дубина на коти нормалног успора је око 14 m, док је максимална дубина језера 41 m. Провидност за време зиме износи до 4 m.
Амплитуде водостаја језера Ћелије зависе од количине падавина и обима воде које се користи. Највиши водостаји су крајем пролећа, а најнижи крајем лета и почетком јесени. Појединих година ниским водостајима се одликују и зимски месеци јер се протицање воде у језеро сведе на минимум. Током летњих дана температура површинског слоја воде износи 25 до 27 °C, те је она погодна за купање и спортове на води. Зими се успоставља индиректна термичка стратификација воде, али је лед изузетна појава само за време хладнијих зима. Језеро Ћелије посећују спортски риболовци, а повремено се на њему организују различите манифестације.

## Водоснабдевање
Са акумулације Ћелије 87% грађана Крушевца и околних насеља преко тридесет година добија квалитетну воду за пиће. Мештани суседних општина: Ћићевца, Варварина, Александровца и Трстеника више деценија имају проблема са водоснабдевањем. У складу са тим, локална самоуправа Крушевца је у марту 2011. године започела пројекат „Реконструкција фабрике воде у Мајдеву“.

## Биодиверзитет
На основу података Завода за заштиту природе Србије (2004), на подручју језера постоји:
- осам врста рибе (најдоминантније су: гргеч, шаран, смуђ и деверика)
- 17 врста водоземаца и гмизаваца
- 31 врста сисара
- 117 врста птица (од којих су 32 тесно везане за водено станиште)
- 278 биљних врста